# Aeroportul Valencia–Manises
Aeroportul Manises (IATA: VLC, ICAO: LEVC) este un aeroport din Manises⁠(d), Horta Sud⁠(d), Provincia Valencia, Comunitatea Valenciană, Spania ce deservește zona Valencia. Aeroportul a fost tranzitat în 2022 de 8.114.852 de pasageri. A fost deschis în 19 martie 1933 și numit după Manises⁠(d).
Situat la o altitudine de 73 m, aeroportul dispune de 1 pistă. Este operat de ENAIRE⁠(d).

## Infrastructură

### Piste
Aeroportul dispune de o singură pistă. Pista 04/22 are suprafața de asfalt și dimensiunile 3.215 m × 45 m. 